# 商船学校

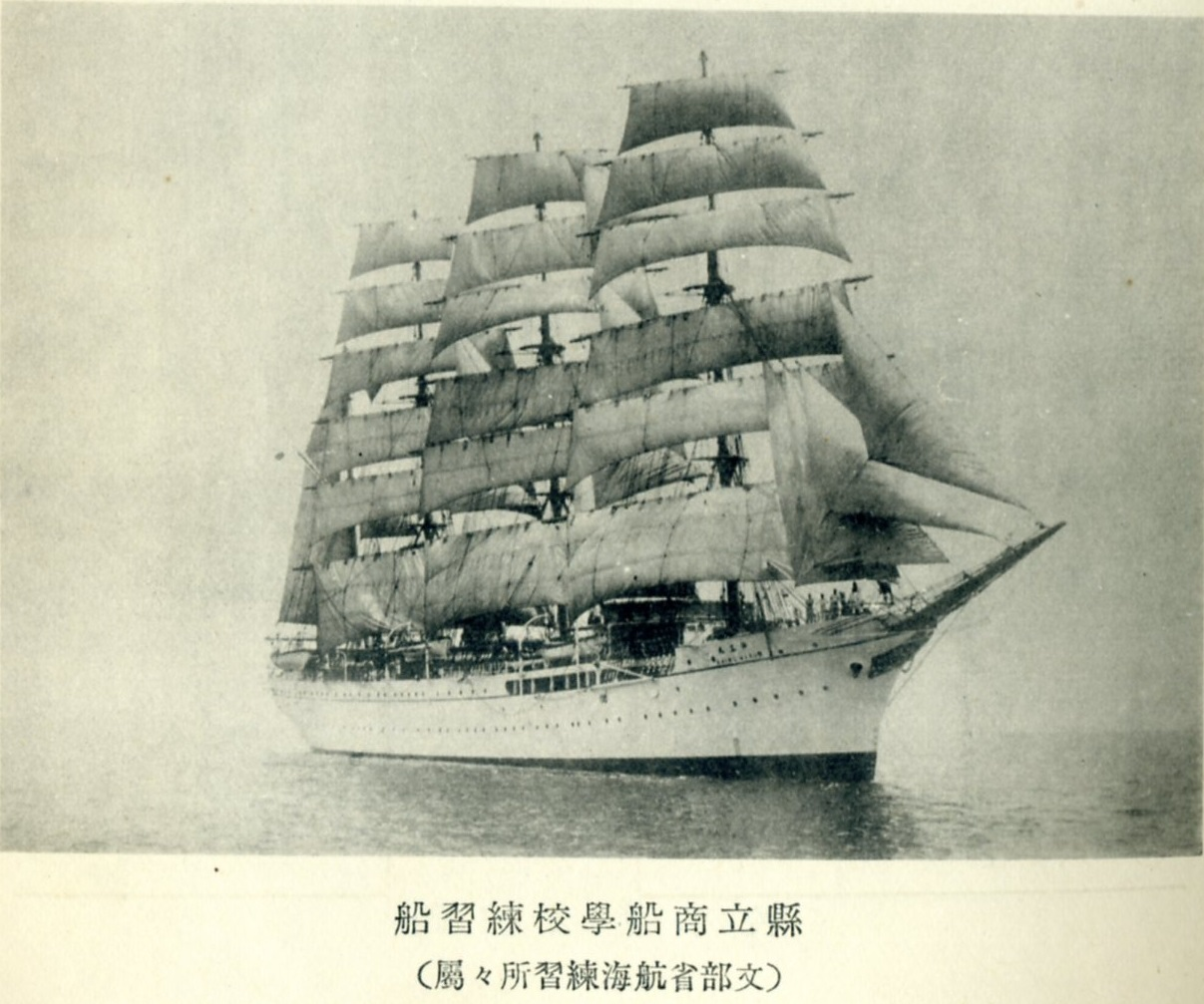
富山県立商船学校練習船（1939年）

商船学校（しょうせんがっこう、英語: Merchant Marine School）は、1899年（明治32年）の実業学校令によって設置された実業学校。それ以前より各自治体や私設の商船学校が存在していた。
現在は5校が商船高等専門学校になっているほか、水産高校や海員学校に転換した学校もある。
東京、神戸、清水の3商船学校については高等商船学校を参照のこと。

## 概要
江戸幕府は軍艦奉行の下に軍艦所を設置いていたが、商船学校が始めて開校したのは1879年（明治12年）である。明治政府下の海軍学校は商船学校の生徒を選抜して砲術を教授していた。
1904年には法令により、商船学校の生徒は海軍兵籍に編入された。

## 沿革
- 1879年（明治12年）- 北海道函館区に「函館商船学校」が開校。
- 1881年（明治14年）- 東京攻玉社商船黌の分校として三重県に「鳥羽商船黌[4]」が開校（後の「鳥羽商船学校」、校名に商船学校が入るのは1893年（明治28年））。
- 1886年（明治19年）-  商船学校官制（明治19年4月17日勅令第19号）が施行され逓信省の所管となる。
- 1897年（明治30年）
  - 香川県に「粟島海員補習学校」が開校（後の「粟島商船学校」、校名に商船学校が入るのは1940年（昭和15年））。
  - 山口県に「大島海員学校」が開校（後の「大島商船学校」、校名に商船学校が入るのは1901年（明治34年））。
- 1898年（明治29年）- 広島県に「芸陽海員学校」が開校（後の「広島商船学校」、校名に商船学校が入るのは翌1899年（明治32年））。
- 1890年（明治23年）- 商船学校官制が改正[5]。
- 1899年（明治32年）
  - 2月7日 - 「実業学校令」（明治32年勅令第29号）が公布される（施行は同年4月1日）。
  - 2月25日 - 実業学校令の第8条・第13条に基づいて「商船学校規程」（明治32年文部省令第11号）が公布される（施行は同年4月1日）。
    - 商船学校を甲種と乙種の2種類とする。甲種と乙種の学科を1校内に併置することも可能。場合によっては甲種商船学校よりも更に高等な商船学校の設置が可能。
      - 甲種
        - 入学資格 - 14歳以上で修業年限4年の高等小学校卒業程度の学力を持つ者。
        - 修業年限 - 3年以内（実習を課する場合延長可能）。
        - 授業時数 - 実習を除いて毎週27時以内とし、実習時数は学科の種類によって適宜定める。
        - 学科目 - 修身、読書、作文、数学、物理、地理、外国語、図画、体操、実業に関する科目と実習（化学・法規などの科目を加えることもできる。）
          - 実業に関する科目
            - 航海科 - 運用術、航海術、機関術大意、海上気象学大意、造船学大意等
            - 機関科 - 機関術、機械製図、力学、応用力学、電気学大意等

        - 予科を附設できる。
          - 入学資格 - 12歳以上で、高等小学校2年修了者以上の学力を有する者
          - 修業年限 - 2年以内
          - 授業時数 - 毎週30時以内
          - 学科目 - 修身、読書、習字、作文、算術、地理、歴史、理科、外国語、図画、体操

      - 乙種
        - 入学資格 - 10歳以上で修業年限4年の尋常小学校卒業程度の学力を持つ者とする。
        - 修業年限 - 2年以内
        - 授業時数 - 実習を除いて毎週27時以内とし、実習時数は学科の種類によって適宜定める。
        - 学科目 - 修身、読書、習字、作文、数学、体操、実業に関する科目と実習（他の科目を加えることもできる。）
          - 実業に関する科目
            - 航海科 - 運用術大意、航海術大意、海上気象学大意等
            - 機関科 - 機関術大意、機械製図、物理、化学等

    - その他 - 海員で技術免状を持つ者、海上もしくは工場での経験を持つ者、海事に関する学科目を専門的に学ぼうとする者を対象に専修科の設置も可能。
- 1901年（明治34年）- 愛媛県に「弓削海員学校」が開校（後の「弓削商船学校」、校名に商船学校が入るのは翌1902年（明治35年））。
- 1902年（明治35年）- 佐賀県に「佐賀郡立海員養成学校」が開校（後の「佐賀商船学校」）。
- 1903年（明治36年）3月27日 - 専門学校令の公布と同時に実業学校令が改正される。程度の高い実業学校を実業専門学校とし、専門学校令に従うこととなる。
- 1904年（明治37年）- 逓信省所管商船学校学生海軍兵籍に編入の件（明治37年6月29日第182号勅令）により卒業生が大日本帝国海軍兵籍となる。
- 1906年（明治39年）- 富山県に「新湊甲種商船学校」（後の「富山商船学校」）が開校。
- 1907年（明治40年）- 島根県に「隠岐町村組合立甲種商船学校」（後の「隠岐商船学校」・「隠岐商船水産学校」）が開校。
- 1908年（明治41年）
  - 岡山県に「児島商船学校」が開校。
  - 鹿児島県に「鹿児島県立商船学校」が開校（後の「鹿児島商船学校」）。
- 1921年（大正10年） -「実業諸学校の規程」が改正され、従来の甲種・乙種の学校の区別が廃止される。
- 1925年（大正14年）- 「文部省直轄商船専門学校生徒海軍兵籍に編入の件」（大正14年4月1日第107号勅令）が施行される。
- 1933年（昭和8年）- 佐賀商船学校が廃止され、在校生は鹿児島県立商船学校に移管される。
- 1935年（昭和10年）- 函館商船学校が廃止される。
- 1936年（昭和11年）- 隠岐商船水産学校の商船に関する学科が廃止される。
- 1939年（昭和14年）
  - 文部省への移管により、商船学校4校（富山・鳥羽・大島・鹿児島）が官立（国立）となる。
  - 児島商船学校が逓信省へ移管の上、海員養成所となる（児島商船学校は廃止）。
- 1940年（昭和15年）- 文部省への移管により、商船学校3校（弓削・粟島・広島）が官立（国立）となる。
- 1942年（昭和17年）1月1日 - 官立商船学校7校（富山・鳥羽・弓削・粟島・広島・大島・鹿児島）が文部省から逓信省へ移管される[6]。
- 1943年（昭和18年）
  - 3月2日 - 実業学校規程の公布に伴い、商船学校規程が廃止される。
  - 4月1日 - 中等学校令の施行により、実業学校令が廃止され、修業年限が4年となったが、商船学校の修業年限に関しては別に定められた。
  - 11月1日 - 官立商船学校7校の所管が運輸通信省となる（逓信省と鉄道省が統合の上、運輸通信省に改組されたことによる）。
- 1945年（昭和20年）5月 - 官立商船学校7校の所管が運輸省となる（運輸通信省が運輸省に改組されたことによる）。
- 1946年（昭和21年）3月 - 官立商船学校のうち2校（粟島・鹿児島）が廃止される。粟島の在校生は弓削商船学校に、鹿児島の在校生は大島商船学校に転籍。
- 1951年（昭和26年）4月1日 - 国立商船学校5校（富山・鳥羽・弓削・広島・大島）が運輸省から文部省へ移管され、それぞれ国立の商船高等学校に改組・改称。
  - 文部省への移管に伴い、商船学校の名称が廃止され、学校教育法の1条校扱いとなる。（1948年の新制高校発足時、運輸省管轄下の商船学校は学制改革の例外扱いとされた。）

廃止後
- 1967年（昭和42年）6月1日 - 商船高等学校5校が、それぞれ商船高等専門学校に改組され、商船高等学校は募集停止となる。
- 1971年（昭和46年）6月1日 - 商船高等学校専攻科閉科に伴い、商船高等学校5校が正式に閉校となる。
- 1983年（昭和58年）- 5月30日、日本政府が商船（最低基準）条約（国際労働機関1976年第147号）を批准。
- 2001年（平成13年）1月6日 - 商船高等専門学校の所管が文部科学省となる（中央省庁再編による）。
- 2004年（平成16年）4月1日 - 独立行政法人国立高等専門学校機構商船高等専門学校となる。

## 一覧
国立商船高校を経て商船高等専門学校へ改編（5校）
- 富山商船学校（富山県）

新湊町立新湊甲種商船学校→富山県立商船学校→富山商船学校→富山商船高等学校→富山商船高等専門学校→（富山工業専門高等学校と統合）→富山高等専門学校商船学科
- 鳥羽商船学校（三重県）

鳥羽商船黌 →私立東海商船学校→鳥羽町立鳥羽商船学校→三重県立鳥羽商船学校→鳥羽商船学校→鳥羽商船高等学校→鳥羽商船高等専門学校
- 弓削商船学校（ゆげ、愛媛県）

愛媛県越智郡弓削村外1ヶ村学校組合立弓削海員学校→弓削村外5ヶ村学校組合立弓削甲種商船学校→愛媛県立弓削商船学校→弓削商船学校→弓削商船高等学校→弓削商船高等専門学校
- 広島商船学校（広島県）

豊田郡東野村外12か町村組合立芸陽海員学校→豊田郡東野村外12か町村組合立芸陽商船学校→（県立）広島県商船学校→広島県立商船学校→広島商船学校→広島商船高等学校→広島商船高等専門学校
- 大島商船学校（山口県）

山口県大島郡立大島海員学校→山口県立大島商船学校→大島商船学校→大島商船高等学校→大島商船高等専門学校
廃止後、旧制水産学校を経て、公立水産高等学校へ転換（2校）
- 函館商船学校（北海道）

私立函館商船学校→県立函館商船学校→北海道庁立函館商船学校→東京商船学校函館分校→北海道庁立函館商船学校→北海道庁立函館水産学校→北海道函館水産高等学校
- 隠岐商船学校（島根県）

隠岐西郷町外11村組合立隠岐商船学校→島根県立隠岐商船学校→廃止→隠岐町村組合立商船学校→島根県立隠岐商船水産学校→島根県立水産学校→島根県立隠岐水産高等学校
廃止後、海員学校へ転換（2校）
- 児島商船学校（こじま、岡山県）

（1908年（明治41年））児島郡立児島商船学校→（1913年（大正2年））岡山県立児島商船学校→（1939年（昭和14年））児島海員養成所→（1952年（昭和27年））児島海員学校→（1981年（昭和56年））海技大学校児島分校→（2009年（平成21年））廃止
- 粟島商船学校（あわしま、香川県）

村立粟島海員補習学校→香川県三豊郡各町村組合立粟島海員補習学校→（三豊郡立）香川県粟島航海学校→香川県立粟島航海学校→粟島商船学校→一旦廃校→粟島海員養成所（復活）→粟島海員学校→波方海員学校へ併合
廃止後、旧制専門学校を経て大学へ転換（1校）
- 鹿児島商船学校（鹿児島県）

（1908年（明治41年））鹿児島県立商船学校→（1939年（昭和41年））鹿児島商船学校→（1946年（昭和21年））鹿児島水産専門学校に転換（生徒は大島商船学校へ）→（1951年（昭和26年））鹿児島大学水産学部
統廃合による廃止（1校）
- 佐賀商船学校（佐賀県）

（1902年（明治35年））郡立佐賀海員養成学校→郡立佐賀甲種商船学校→（1910年（明治43年））佐賀県立佐賀商船学校→（1933年（昭和8年））廃止の上、鹿児島商船学校に統合